# Trickster

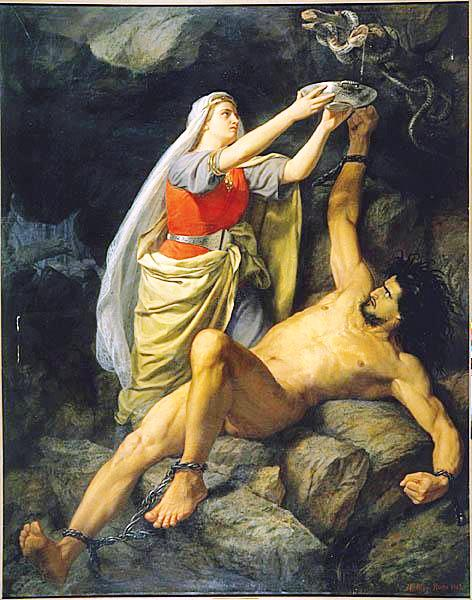
Ilustración de Loki, dios trickster de la mitología nórdica, y su esposa Sigyn, por Mårten Eskil Winge, 1863.

En la mitología y el estudio del folclore y la religión, un trickster (término en inglés que se puede traducir aproximadamente como «embaucador» o «bromista»), a veces llamado pícaro divino, es un personaje en una historia (un dios, diosa, espíritu, humano o personaje antropomorfo) que muestra un gran grado de intelecto y astucia o conocimientos secretos y que los utiliza para hacer tretas, engaños o bromas (en inglés, tricks), o para desobedecer las reglas y normas y desafiar la conducta convencional. Es una figura presente en diversas mitologías, así como en el carnaval eclesiástico de la Europa medieval.

## Mitología, folclore y religión
En la mitología y en el estudio del folclore y la religión, un embaucador o trickster es un dios, diosa, espíritu, hombre, mujer, o bestia antropomórfica que hace tretas o de una u otra manera desobedece reglas y normas de comportamiento. 
Los tricksters, como personajes arquetípicos, aparecen en los mitos de muchas culturas diferentes. Lewis Hyde describe al trickster como un «transgresor de límites». El trickster cruza y a menudo rompe las reglas físicas y sociales: Los tricksters «violan los principios del orden social y natural, irrumpiendo de manera juguetona la vida normal y restableciéndola después sobre una nueva base».
A menudo, tal violación o ruptura de las normas ocurre en la forma de triquiñuelas, timos o robos. Los tricksters pueden ser astutos o tontos, o ambas cosas. El trickster abiertamente cuestiona, altera o se burla de la autoridad. Suelen ser personajes masculinos a los que les gusta romper las reglas, presumir y gastar bromas a humanos y dioses.
Muchas culturas tienen historias de tricksters, seres taimados que usan tretas, trucos o engaños para conseguir comida, robar posesiones preciosas o simplemente hacer travesuras. En algunos mitos griegos, Hermes hace de trickster. Es el patrón de los ladrones y el inventor de la mentira, un don que transmitió a Autólico, quien a su vez lo transmitió a Odiseo. En cuentos populares eslavos, el trickster y el héroe cultural son a menudo el mismo personaje. 
Con frecuencia, la figura del trickster puede cambiar de forma y de género. En la mitología nórdica, el hacedor de travesuras es Loki, que también puede cambiar de forma. Loki también muestra variabilidad de género, en un caso incluso se queda embarazado, y se convierte en una yegua que posteriormente da a luz al caballo de ocho patas de Odín, Sleipnir.
En una gran variedad de comunidades de lengua africana, el conejo o la liebre, son el trickster. En África Occidental (y a partir de allí en el Caribe a través del comercio de esclavos), la araña (Anansi) es a menudo el trickster.

## En las tradiciones nativas americanas
Si bien el trickster está presente en varias tradiciones culturales, hay diferencias muy significativas entre los tricksters de las tradiciones de muchos pueblos indígenas y los de la tradición euro-americana:

Muchas tradiciones nativas creían que los payasos y los tricksters eran esenciales para cualquier tipo de contacto con lo sagrado. La gente no podía rezar hasta que se riera, porque la risa abre y libera de las rígidas ideas preconcebidas. Los humanos tenían que tener tricksters presentes en las ceremonias más sagradas por miedo a que se olvidaran de que lo sagrado llega a través del malestar, el revés, la sorpresa. En la mayoría de las tradiciones americanas, los tricksters son esenciales para la creación y el nacimiento.

No debe confundirse a los tricksters de los nativos americanos con el pícaro de la ficción europea. Una de las distinciones más importantes es que «se puede ver en el trickster nativo americano una apertura a la multiplicidad y a las paradojas de la vida que está en gran medida ausente en la tradición moral moderna euroamericana». En algunas historias el trickster nativo americano es tonto y en otras sabio. Puede ser un héroe en un cuento y un villano en el otro.
En muchas mitologías de nativos americanos y de las primeras naciones, el espíritu del coyote (en el suroeste de Estados Unidos) o el espíritu del cuervo (en el Pacífico noroeste) le robaban el fuego a los dioses (las estrellas, la luna y/o el sol). Los dos suelen ser vistos como bromistas y guasones. En las historias de la creación de los nativos americanos, cuando Coyote le enseña a los humanos a pescar salmones, hace con troncos y ramas la primera presa para peces.
Wakdjunga, en la mitología winnebago, es un ejemplo del arquetipo del trickster.

### Coyote

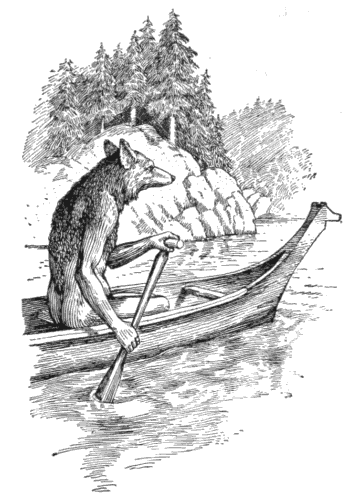
Coyote a menudo tiene el rol de así como de payaso en historias tradicionales.

El mito del Coyote es uno de los más populares entre las culturas nativas americanas en la costa del Pacífico, especialmente entre los pueblos indígenas de California y la Gran Cuenca.
Según la tradición crow (y de otras culturas de las llanuras), el Viejo Coyote se hace pasar por el Creador: «El Viejo Coyote cogió un puñado de barro y con él hizo gente». También le puso nombres a búfalos, ciervos, alces, antílopes y osos. Según A. Hultkranz, la personificación que hace Coyote del Creador es el resultado de un tabú, un sustituto mítico de la noción religiosa del Gran Espíritu cuyo nombre era demasiado peligroso y/o sagrado para utilizarlo aparte de en ceremonias especiales.
En mitos de los chelan, Coyote pertenece al pueblo de los animales, pero es al mismo tiempo «un poder igual que el Creador, el jefe de todas las criaturas», sin dejar de ser un súbdito del Creador, que puede castigarlo o quitarle sus poderes. En tradiciones del noroeste del Pacífico, Coyote se menciona sobre todo como un mensajero o un poder menor.
Como héroe cultural, Coyote aparece en varias tradiciones míticas, pero generalmente con los mismos poderes mágicos de transformación, resurrección y «medicina». Se dedica a cambiar los caminos de los ríos, a crear nuevos paisajes y a conseguirle cosas sagradas a la gente. Cabe destacar la tradición en la que Coyote lucha contra monstruos. Según la tradición de los wasco, Coyote fue el héroe que luchó y mató a Pájaro del trueno, el asesino de personas, pero pudo hacerlo no por su poder personal, sino con la ayuda del Espíritu Jefe. En algunas historias, las cataratas Multnomah surgieron gracias a los esfuerzos de Coyote; en otras, lo hizo Cuervo.
La mayoría de las veces Coyote es un trickster, pero siempre es diferente. En algunas historias, es un trickster noble: «Coyote le quita el agua al pueblo de las ranas... porque no está bien que un pueblo tenga toda el agua». En otras, es malicioso: «Coyote se empeñó en hacerle daño a Pato. Se llevó a la mujer y a los hijos de Pato, a los que trató mal».

## Psicología analítica
El psiquiatra y psicólogo suizo Carl Gustav Jung alude a la figura del trickster en su obra de 1954 Acerca de la psicología de la figura del trickster. En ella establece una definición e historia del arquetipo tal y como aparece en el mito y en la perturbación emocional, ilustrándolo con ejemplos procedentes de la mitología de los indios americanos, la alquimia, la Biblia y la parapsicología.
En sus manifestaciones más claras, la figura del trickster se describe como una representación fiel de la psique humana absolutamente indiferenciada que apenas ha salido del nivel animal. En psicopatología se manifiesta en la personalidad escindida, en la que una personificación colectiva de rasgos que pueden ser mejores o peores que el yo deviene activa en la psique. La figura del trickster está representada en el ser humano normal por contratendencias en lo inconsciente que aparecen siempre que una persona se siente a merced de contratiempos aparentemente maliciosos; este componente de carácter es la sombra.
El mito del trickster se ha conservado y desarrollado por su efecto terapéutico: el bajo nivel intelectual y moral anterior se mantiene ante la conciencia del individuo más desarrollado para recordarle el pasado. El trickster se define como un paralelo de la sombra individual, y se siente que la misma tendencia hacia el significado visto en la figura del trickster existe para la sombra. Aunque la sombra parece negativa, a veces los rasgos y las asociaciones que surgen de ella pueden sugerir una resolución positiva del conflicto.

## En la literatura
En la literatura moderna, el trickster sobrevive como un arquetipo de personaje, no necesariamente sobrenatural o divino, y a veces no es más que un personaje tipo.
A menudo, el trickster se distingue en una historia por actuar como una especie de catalizador: sus payasadas son la causa del malestar de otros personajes, pero él mismo queda intacto. Puck en la obra de Shakespeare es un ejemplo de ello. Otro ejemplo famoso fue el personaje Froggy el Gremlin en el antiguo programa de televisión infantil de los Estados Unidos «Andy's Gang». Froggy, una marioneta que fumaba puros, inducía a los humanos adultos que le rodeaban a hacer travesuras ridículas y autodestructivas.
Muchos cuentos europeos hablan de un rey que quiere encontrar al mejor novio para su hija ordenando que pasen por varias pruebas. Ningún príncipe o caballero valiente consigue ganarlas, hasta que llega un pobre y sencillo campesino. Con ayuda de su ingenio y astucia, en lugar de luchar, evade o engaña a los monstruos, villanos y peligros de formas poco ortodoxas. En contra de lo esperado, el candidato más improbable es quien supera las pruebas y recibe la recompensa.
Ejemplos más modernos y obvios del mismo tipo son Bugs Bunny en los EE. UU. y, la heroína de las historias suecas de Pippi Calzaslargas.

## En los estudios sobre Internet y multimedia
En ambientes en línea, se ha establecido un vínculo entre la figura del trickster y el troleo en Internet. Se ha sugerido que el trickster es un tipo de personaje de la comunidad online.
El antropólogo James Cuffe ha llamado al personaje chino de Internet Caballo de Hierba y Barro (草泥马）un candidato a trickster por su duplicidad en significado. Cuffe sostiene que el Caballo de Hierba y Barro sirve para destacar el potencial creativo del arquetipo del trickster a la hora de comunicar la comprensión de la experiencia a través de la narrativa simbólica. El Caballo de Hierba y Barro se basa en la capacidad interpretativa de la narración para eludir la censura de Internet y, al mismo tiempo, comentar sobre la experiencia de la censura en China. En este sentido, Cuffe propone al Caballo de Hierba y Barro como «una función cultural heurística para ayudar al perceptor a reevaluar su propia comprensión de la experiencia frente a la de sus comunidades». Al enmarcarse en contra y a pesar de los límites, el trickster ofrece nuevas coordenadas con las que uno puede revaluar y juzgar sus propias experiencias".

## Ejemplos

### En tradiciones orales
- Bailes de los pueblo: Koshares.
- Folclore alemán: Reineke Fuchs, el Flautista de Hamelín, Till Eulenspiegel.
- Folclore asante: Anansi.
- Folclore brasileño: Sací, Curupira.
- Folclore búlgaro/macedonio: Hitar Petar (Itar Pejo).
- Folclore caribeño: Anansi.
- Folclore coreano: Kumiho, Dokkaebi.
- Folclore español: Don Juan, El Burlador de Sevilla.
- Folclore estadounidense: El Hermano Conejo y Aunt Nancy, una corrupción de Anansi (Anansee).
- Folclore francés: Renart el Zorro.
- Folclore haitiano: Anansi, Ti Malice.
- Folclore holandés: Reynaert de Vos, Tijl Uilenspiegel.
- Folclore indonesio: Kantjil, o Kancil en la ortografía moderna.
- Folclore inglés: Robin Hood, Puck, los Brownies.
- Folclore irlandés: Leprechauns, Bricriu.
- Folclore italiano: Giufà (Sicilia), Polichinela (Nápoles).
- Folclore judío: Hershele Ostropoler (asquenazí), Joha (sefardí).
- Folclore kazajo: Aldar kose.
- Folclore kiowa: Saynday.
- Folclore latinoamericano y español: Pedro de Urdemalas (Pedro Malasartes en portugués).
- Folclore noruego: Espen Askeladd.
- Folclore ruso: Iván el Tonto.
- Folclore tailandés: Sri Thanonchai.
- Folclore tibetano: Akhu Tönpa.
- Folclore venezolano: el Tío Conejo.
- Folklore san: ǀKaggen.
- Mitología abenaki: Azeban.
- Mitología aborigen australiana: Bamapana, Cuervo.
- Mitología africana: Ekwensu.
- Mitología afrocubana: Elegguá, Eshu.
- Mitología akan: Kwaku Ananse.
- Mitología árabe: Juha, Simbad.
- Mitología azteca: Huehuecóyotl.
- Mitología babilónica: Lilit.
- Mitología bantú: Liebre (Tsuro o Kalulu).
- Mitología belga: Lange Wapper.
- Mitología celta: Hada, Puck, Púca.
- Mitología china: Huli jing (espíritu del zorro), Nezha, Niño Rojo, Sun Wukong (Rey Mono).
- Mitología cree: Wisakedjak.
- Mitología crow: Awakkule, Mannegishi.
- Mitología de África Occidental: Anansi.
- Mitología del noroeste del Cáucaso: Sosruko.
- Mitología egipcia: Set, Isis.
- Mitología eslava: Veles.
- Mitología filipina: Nuno sa Punso, Tikbalang, Pilandok.
- Mitología fiyiana: Daucina.
- Mitología galesa: Gwydion, Taliesin, Morgan Le Fay, Twm Siôn Cati.
- Mitología griega: Eris, Prometeo, Hermes, Odiseo, Sísifo, Dolos.
- Mitología hawaiana: Kaulu, Kupua.
- Mitología hinduista: el bebé Krishna (robando mantequilla), Narada, Mohini, Hánuman (cambiando de forma y burlándose de los sabios).
- Mitología hopi y zuni: Kokopelli.
- Mitología igbo: Mbeku.
- Mitología incaica: Supay, Cuniraya Huiracocha, Pariacaca, Zorro.
- Mitología inuit: Amaguq.
- Mitología islámica: Iblis, Khidr, Nasreddin.
- Mitología japonesa: Kitsune, Susanoo, Kappa, Bake-danuki, Liebre de Inaba.
- Mitología kongo: Moni-Mambu.
- Mitología lakota: Iktomi, Heyoka.
- Mitología levantina: Yaw.
- Mitología maorí: Māui.
- Mitología maya: Ixbalanqué, Kisin.
- Mitología micronesia: Olifat.
- Mitología miwok: Coyote.
- Mitología nigeriana: Agadzagadza.
- Mitología nórdica: Loki.
- Mitología ohlone: Coyote.
- Mitología ojibwe: Nanabozho.
- Mitología polinesia: Maui.
- Mitología pomo: Coyote.
- Mitología rumana: Păcală.
- Mitología tumbuka: Kalulu.
- Mitología ute: Cin-an-ev.
- Mitología vasca: San Martinico.
- Religión sumeria: Enki.
- Religión vudú: Papa Legba, Ti Malice, Barón Samedi.